# Claudia Pechstein
Claudia Pechstein, född 22 februari 1972 i Berlin, är en inte längre aktiv tysk skridskoåkare. Hon är dessutom anställd hos tyska polisen (Bundespolizei). Med fem olympiska guldmedaljer under åren 1994, 1998, 2002 och 2006 är hon en av Tysklands mest framgångsrika deltagare (kvinnor och män) vid olympiska vinterspelen. Mellan 1992 och 2022 tävlade Pechstein vid åtta vinterspelen. Vid öppningsceremonin 2022 var hon tillsammans med Francesco Friedrich Tysklands fanbärare.
Pechsteins meriter gäller huvudsakligen de långa distanserna, alltså 3 000 och 5 000 meter. Den 23 februari 2002 blev hon i Salt Lake City världsrekordinnehavare över 5 000 meter med en tid på 6.46,91. Rekordet överträffades först fem år senare av Martina Sáblíková.
Pechstein har dessutom 6 världsmästaretitlar och ett flertal silver- och bronsmedaljer.
I november 2009 blev hon den första någonsin att stängas av för dopningsbrott utan att ha lämnat ett positivit dopningsprov; hennes blodvärden fluktuerade så pass mycket att idrottsdomstolen CAS ansåg det vara ställt utom allt rimligt tvivel att hon använt otillåtna prestationshöjande medel. Pechstein gick till en läkarundersökning som visade att de förändrade värden berodde på en ärftlig blodsjukdom, hereditär sfärocytos. Hon klagade därför hos en domstol i Schweiz mot CAS och avstängningen men domen ändrades inte. Även domstolen i Schweiz hade uppfattningen att sjukdomen inte förklarar blodvärdenas stora föränderlighet. I juni 2011 publicerade Pechstein resultaten från 75 undersökningar som hon lät utföra under det gångna året. I 24 fall var blodvärdena över den tillåtna nivån. Pechstein väckte därför åtal mot sig själv men det startades ingen rättsprocess. Fram till 2016 försökte Pechstein med hjälp av olika tyska domstolar få skadestånd men inget försök var framgångsrik. Rättsprocesserna fortsatte och i februari 2025 meddelades att parterna kom fram till en förlikning.
Pechstein deltog sedan februari 2011 åter i internationella tävlingar och vann flera silver- och bronsmedaljer i olika mästerskapen. I mars 2025 gav hon beskedet att hon avslutar idrottskariären.
Vid Förbundsdagsvalet i Tyskland 2021 var hon i Berlins stadsdelsområde Treptow-Köpenick kandidat för ett direktmandat åt partiet CDU. Hon blev däremot inte vald.